# 연합권한위임
연합권한위임(Combined Delegated Authority, CODA)은 한국군의 평시작전권의 핵심부분을 연합사령관이 계속해서 행사하는 비밀조약 규정이다. 비밀조약이라서 조약 전문이 공개된 적이 없다.

## 국회 비준
군사작전권은 국가주권의 핵심영역이므로, 비상시나 전시 등 긴급한 경우가 아닌 한, 군사작전권 위임 조약을 체결하기 위해서는 조약 전문의 공개와 이를 바탕으로 한 국회의 비준이 필요한 부분임에도, 비밀리에 행정협정의 형식으로 조약이 체결되었으며, 국회 비준도 없었다.(헌법 제60조)
의회 비준이 필요한 정식조약이 비준 없는 약식조약(행정협정)의 형식으로 체결되어도, 국내법상의 효력은 문제될 수 있지만, 국가간의 국제법상 효력에는 아무런 지장이 없다. 또한 정식조약과 약식조약은 헌법재판소의 위헌심사를 받는다는 것이 통설과 판례이지만, 보통은 통치행위로 처리되어 일체의 위헌심사를 받지 않는 것이 실무이다.

## 노태우 정부
1987년 민정당 노태우 후보가 "작전권 반환"을 대선공약으로 내세워 대통령이 되었다. 군부는 계속해서 반대하였으나, 노태우 대통령은 평시작전권은 1993년, 전시작전권은 1995년까지 반환받으라고 지시했다. 그러나 서완수 기무사령관 등 군부의 반대가 있었다.
결국 1994년 12월 1일에서야 김영삼 정부가 평시작전권을 반환받았다. 그러나 평시작전권 중 6개 핵심부분은 계속 연합사령관이 행사하기로 합의했다.

## 6개 핵심부분
CODA에 규정된 6개 핵심부분은 다음과 같다.
- 전쟁 억제와 방어를 위한 한미연합 위기관리
- 전시 작전계획 수립
- 한미연합 3군 교리 발전
- 한미연합 3군 합동훈련과 연습의 계획과 실시
- 조기 경보를 위한 한미연합 정보관리
- C4I 상호운용성

## 연평도 포격
2010년 11월 연평도 포격 사건 당시, 청와대 지하벙커에서 이명박 대통령은 전투기를 동원한 공습을 지시하였으나 김태영 국방장관은 CODA에 의해 해당 권한은 연합사령관에게 있다는 취지로 반대하였다. 결국 공습은 이루어지지 못했고, 이후 김태영 국방장관이 사임의 원인이 이 사건으로 이명박 대통령이 크게 화를 내어 경질되었다는 견해가 있었다. 이후 한국군은 이명박 대통령의 퇴임 직전에 국지도발 공동작계를 미군과 공동 수립했지만, 여전히 CODA는 개정되지 않았다.
이에 대해, 이명박 대통령과 김관진 후임 국방장관은 교전규칙과 자위권이 충돌할 경우에는, 한국군 장군과 장교들은 자위권에 우선하여 교전해야 한다고 여러차례 언론을 통해 주장했다. 평시작전권 위임과 위임취소, 전시작전권 위임과 위임취소의 여부와 관계없이, 즉 연합사에 작전권이 위임이 되어 있든 반환이 되어 있든, 합참에서 어떤 작전명령을 내리면, 연합사와 관계없이 한국군 장군과 장교는 합참의 명령에 최우선적으로 따라야 한다고 주장했다.